# Ватерлоо (місто, округ Джефферсон, Вісконсин)
Ватерлоо (англ. Waterloo) — місто (англ. city) в США, в окрузі Джефферсон штату Вісконсин. Населення — 3492 особи (2020).

## Географія
Ватерлоо розташоване за координатами 43°11′1″ пн. ш. 88°59′24″ зх. д. / 43.18361° пн. ш. 88.99000° зх. д. (43.183528, -88.990044). За даними Бюро перепису населення США в 2010 році місто мало площу 10,11 км², з яких 9,92 км² — суходіл та 0,20 км² — водойми.

## Демографія
Згідно з переписом 2010 року, у місті мешкали 3333 особи в 1331 домогосподарстві у складі 867 родин. Густота населення становила 330 осіб/км². Було 1409 помешкань (139/км²).
Расовий склад населення:
| - 88,0 % — білих - 0,8 % — чорних або афроамериканців - 0,3 % — корінних американців - 0,3 % — азіатів - 9,4 % — осіб інших рас |

До двох чи більше рас належало 1,2 %. Частка іспаномовних становила 12,8 % від усіх жителів.
За віковим діапазоном населення розподілялося таким чином: 26,1 % — особи молодші 18 років, 61,9 % — особи у віці 18—64 років, 12,0 % — особи у віці 65 років та старші. Медіана віку мешканця становила 37,5 року. На 100 осіб жіночої статі у місті припадало 99,9 чоловіків; на 100 жінок у віці від 18 років та старших — 95,7 чоловіків також старших 18 років.
Середній дохід на одне домашнє господарство становив 68 848 доларів США (медіана — 69 779), а середній дохід на одну сім'ю — 76 859 доларів (медіана — 75 018). Медіана доходів становила 43 500 доларів для чоловіків та 37 109 доларів для жінок. За межею бідності перебувало 6,7 % осіб, у тому числі 11,2 % дітей у віці до 18 років та 3,0 % осіб у віці 65 років та старших.
Цивільне працевлаштоване населення становило 1802 особи. Основні галузі зайнятості: виробництво — 25,5 %, освіта, охорона здоров'я та соціальна допомога — 19,7 %, фінанси, страхування та нерухомість — 11,5 %, роздрібна торгівля — 10,5 %.